# 4-Chloronitrobenzène
Le 4-chloronitrobenzène, 1-chloro-4-nitrobenzène ou parachloronitrobenzène est un composé aromatique de formule C6H4ClNO2. C'est l'un des trois isomères du chloronitrobenzène, le composé para, et est donc constitué d'un cycle de benzène substitué par un groupe nitro et un atome de chlore.
Il est produit et utilisé dans l’industrie chimique. Selon l’OEHHA (1999), cette substance est d’origine uniquement anthropique. Ce composé est présent dans de nombreux procédés de synthèse de produits chimiques tels que les colorants, les teintures, des produits pharmaceutiques (phénacétine et acétaminophène), les pesticides (nitrofène et parathion) et les caoutchoucs (OEHHA, 1999)

## Propriétés
Le 1-chloro-4-nitrobenzène se présente sous la forme d'un solide cristallin jaunâtre. C'est une substance combustible, mais peu inflammable (point d'éclair de 127 °C). Il est très légèrement soluble dans l'eau (225 mg·l-1 à 20 °C), et distillable à la vapeur d'eau. 
Le 1-chloro-4-nitrobenzène se décompose vers 360 à 380 °C, possiblement de façon explosive, libérant du chlorure d'hydrogène, du phosgène, du dichlore, et des composés
polychlorés, notamment des dioxines.
Il présente un risque d'explosion en cas de contact avec les métaux alcalins, les agents réducteurs, l'ammoniac sous pression, le hydrures et les nitrures. Il réagit également dangereusement avec les bases fortes et les substances combustibles. De violentes réactions exothermiques peuvent se produire durant sa  préparation, par nitration du chlorobenzène.
Il présente des risques aigus ou chroniques pour la santé, et est dangereux pour le milieu aquatique.

## Préparation
Le 4-nitrochlorobenzène est préparé industriellement par nitration du chlorobenzène.